# Cresaptown-Bel Air
Cresaptown-Bel Air is een plaats (census-designated place) in de Amerikaanse staat Maryland. De CDP is een (administratieve) combinatie van de gemeenschappen Cresaptown en Bel Air.

## Demografie
Bij de volkstelling in 2000 werd het aantal inwoners vastgesteld op 5884.

## Geografie
Volgens het United States Census Bureau beslaat de plaats een oppervlakte van
19,3 km², geheel bestaande uit land.

## Plaatsen in de nabije omgeving
De onderstaande figuur toont nabijgelegen plaatsen in een straal van 12 km rond Cresaptown-Bel Air.